# Chiesa dei Santi Pietro e Paolo (Roncobello)
La chiesa dei Santi Pietro e Paolo è la parrocchiale di Roncobello, in provincia e diocesi di Bergamo; fa parte del vicariato di Branzi-Santa Brigida-San Martino oltre la Goggia.

## Storia
Il 30 giugno 1404 fu consacrata dal vescovo Francesco Aregazzi la primitiva chiesa di Roncobello, eretta a parrocchiale nel 1538, con territorio dismembrato dalla parrocchia di Baresi. Dalla relazione della visita pastorale dell'arcivescovo di Milano san Carlo Borromeo del 1575 s'apprende che la chiesa era compresa nella pieve foraniale di Piazza Brembana. In un documento del 1666 la parrocchia di Roncobello è menzionata come facente parte della vicaria di San Martino oltre la Goggia. La nuova chiesa, progettata da Antonio Bergio, venne costruita in stile neoclassico tra il 1745, anno in cui fu realizzato anche il campanile, e il 1775. La consacrazione fu impartita il 13 ottobre 1776. Nel 1911 venne decorato l'interno dell'edificio. Sia la chiesa che il campanile furono ristrutturati tra il 1934 ed il 1936. Nel 1971 la parrocchiale entrò a far parte della zona pastorale IV, per poi passare al neo-costruito vicariato di Branzi-Santa Brigida-San Martino oltre la Goggia il 27 maggio 1979. Nel 1986 le parrocchie di Baresi e di Bordogna vennero soppresse ed aggregate a quella di Roncobello, che fu contestualmente ridenominata in parrocchia dei Santi Pietro, Paolo, Giacomo e Maria Assunta.